# 征服新西班牙信史
《征服新西班牙信史》（西班牙語：Historia verdadera de la conquista de la Nueva España），由十六世紀的西班牙征服者貝爾納爾·迪亞斯·德爾·卡斯蒂略所撰，內容是卡斯蒂略參與中美洲（即新西班牙）征服戰爭的全部過程，當中包括了籌備經過、征服人員的組成、武器的配置，以及無數次戰爭的情景。此外，由記載了阿茲特克的政治軍事、社會民情、經濟文化、風土人情。從史料價值而論，由於該書內容是卡斯蒂略本人的耳聞目見，故可稱為第一手資料。另外，卡斯蒂略並不著重辭藻，以直截了當的文字，寫下這部歷史，令讀者易於明白理解。
《征服新西班牙信史》的中譯本，有江禾、林光於1986年譯出的北京商務印書館的簡體中文字版。

## 外部連結
- 北京商務印書館出版《征服新西班牙信史》的《中譯本序言》、《譯者前言》、《內容簡介》及《章節目錄》（簡體字）